# Десна (Выгоничский район)
Десна́ — посёлок в Выгоничском районе Брянской области, в составе Сосновского сельского поселения.
Расположен в 4 км к югу от села Сосновка, на правом берегу реки Десны; примыкает к деревне Переторги. 
 Население — 357 человек (2010). Имеется сельская библиотека.
Основан в 1960-х гг. при нефтеперекачивающей станции нефтепровода «Дружба»; современное название с 1968. 
 До 1976 года входил в Колоднянский сельсовет.
| Годы      | 1979 | 1989 | 2002 | 2010 |
| --------- | ---- | ---- | ---- | ---- |
| Население | 201  | 231  | 363  | 357  |